# 索耶斯吧 (加利福尼亞州)
索耶斯吧（英語：Sawyers Bar）是位於美國加利福尼亞州錫斯基尤縣的一個非建制地區。該地的面積和人口皆未知。

## 地理
索耶斯吧的座標為41°17′51″N 123°07′49″W / 41.29750°N 123.13028°W，而該地的平均海拔高度為685米（即2247英尺）。